# Protorhoe avetianae
Protorhoe avetianae là một loài bướm đêm trong họ Geometridae.